# Władisław Mylnikow
Władisław Walerjewicz Mylnikow (ros. Владислав Валерьевич Мыльников, ur. 12 września 2000 w Kursku) – rosyjski szermierz, florecista, srebrny medalista olimpijski.
Walczy lewą ręką. Podczas igrzysk olimpijskich w Tokio zawodnicy Rosyjskiego Komitetu Olimpijskiego w składzie: Kiriłł Borodaczow, Władisław Mylnikow, Anton Borodaczow i Timur Safin zajęli drugie miejsce. Na tej samej imprezie zajął również 16. pozycję w rywalizacji indywidualnej. W 2019 roku zdobył srebrny medal na mistrzostwach świata juniorów w Toruniu.